# Callicore texa
Callicore texa é uma borboleta neotropical da família Nymphalidae que se distribui do México até o Equador, Peru e Bolívia; também chegando ao sudeste do Brasil. Foi catalogada como Catagramma texa em 1855 por William Chapman Hewitson. Apresenta, vista por baixo, asas posteriores com coloração predominantemente amarela e marcações similares a um 88, com duas marcações negras contendo duas pontuações em seu interior (na subespécie aretas o padrão é de uma pontuação apenas, formando ocelos). Possui contornos em azul claro na borda superior das asas anteriores e um pontilhado, ou faixa linear, da mesma tonalidade, margeado de negro, próximo à borda das asas posteriores. A "numeração" também apresenta o interior azul claro. Em vista superior, a espécie varia; apresentando as asas anteriores e posteriores com superfície negra e áreas em vermelho (subespécies texa, aretas, fassli, maximilla), ou apenas as asas anteriores com superfície negra e áreas em vermelho (subespécies heroica, kayei, loxicha, maimuna, tacana, titania) ou laranja (subespécies bari, boyeri, sigillata) e asas posteriores com área em azul metálico ou sem marcação alguma. A maioria apresenta uma proeminente faixa amarelada próxima ao ápice das asas anteriores.

## Hábitos
Adultos de Callicore texa sugam frutos em fermentação e minerais dissolvidos da terra encharcada em praias fluviais, podendo ser encontrados em ambiente de floresta tropical, em altitudes de 200 a 900 metros (no caso de Callicore texa maimuna, citado por Adrian Hoskins). São geralmente solitários. Possuem voo rápido e poderoso em distâncias curtas.

## Subespécies
Callicore texa possui quinze subespécies:
- Callicore texa texa - Descrita por Hewitson em 1855, de exemplar proveniente da Colômbia (também presente na Venezuela).
- Callicore texa aretas - Descrita por Hewitson em 1857, de exemplar proveniente da Venezuela.[7]
- Callicore texa maimuna - Descrita por Hewitson em 1858, de exemplar proveniente do Peru (também presente no Equador e Trinidad).[6]
- Callicore texa titania - Descrita por Salvin em 1869, de exemplar proveniente da Guatemala (também presente em Honduras, Colômbia e México).[17][18][12][8]
- Callicore texa fassli - Descrita por Röber em 1915, de exemplar proveniente da Bolívia (também presente no Peru).
- Callicore texa bari - Descrita por Oberthür em 1916, de exemplar proveniente da Guiana Francesa (erroneamente citado como Peru).
- Callicore texa heroica - Descrita por Fruhstorfer em 1916, de exemplar proveniente do México.[19]
- Callicore texa maximilla - Descrita por Fruhstorfer em 1916, de exemplar proveniente do Brasil (Espírito Santo, também ocorrendo no Rio de Janeiro e Mato Grosso).[11][20]
- Callicore texa kayei - Descrita por Hall em 1917, de exemplar proveniente de Trinidad.
- Callicore texa strympli - Descrita por Fassi em 1922, de exemplar proveniente do Brasil (Pará).
- Callicore texa sigillata - Descrita por Kotzsch em 1939, de exemplar proveniente do Peru.[14]
- Callicore texa loxicha - Descrita por Maza & Maza em 1983, de exemplar proveniente do México.[21][16]
- Callicore texa tacana - Descrita por Maza & Maza em 1983, de exemplar proveniente do México.[22]
- Callicore texa skinneri - Descrita por Neild em 1996, de exemplar proveniente da Venezuela.
- Callicore texa boyeri - Descrita por Attal em 1999, de exemplar proveniente do Equador.[13]